# Liste der Monuments historiques in Poussay
Die Liste der Monuments historiques in Poussay führt die Monuments historiques in der französischen Gemeinde Poussay auf.

## Liste der Immobilien
| Bezeichnung         | Beschreibung                     | Standort              | Kennzeichnung | Schutzstatus | Datum | Bild |
| ------------------- | -------------------------------- | --------------------- | ------------- | ------------ | ----- | ---- |
| Überdachter Brunnen | aus dem 17. oder 18. Jahrhundert | Rue du Cloître (Lage) | PA00107226    | Inscrit      | 1926  |      |

## Liste der Objekte
| Bezeichnung                           | Beschreibung                                                        | Standort                        | Kennzeichnung | Schutzstatus | Datum | Bild |
| ------------------------------------- | ------------------------------------------------------------------- | ------------------------------- | ------------- | ------------ | ----- | ---- |
| Skulptur Heiliger Mauritius           | Stein, 17. Jahrhundert                                              | in der Kirche St-Maurice (Lage) | PM88001165    | Classé       | 2008  |      |
| Pietà                                 | Stein, 17. Jahrhundert                                              | in der Kirche St-Maurice (Lage) | PM88000693    | Classé       | 1964  |      |
| Gemälde Gründung der Abtei Poussay    | Ölfarbe auf Leinwand, 18. Jahrhundert                               | in der Kirche St-Maurice (Lage) | PM88000689    | Classé       | 1903  |      |
| Relief Heiliger Georg                 | Kalkstein, 17. Jahrhundert                                          | in der Kirche St-Maurice (Lage) | PM88001678    | Inscrit      | 2007  |      |
| Epitaph für Louise de Chauvirai       | Stein, 1651                                                         | in der Kirche St-Maurice (Lage) | PM88001674    | Inscrit      | 2007  |      |
| Skulptur Heiliger Claudius            | Eichenholz, farbig gefasst und vergoldet, Ende des 15. Jahrhunderts | in der Kirche St-Maurice (Lage) | PM88000691    | Classé       | 1961  |      |
| Pietà                                 | Stein, farbig gefasst, 16. Jahrhundert                              | in der Kirche St-Maurice (Lage) | PM88001166    | Classé       | 2008  |      |
| Skulptur Madonna mit Kind             | Stein, vergoldet, 16. Jahrhundert                                   | in der Kirche St-Maurice (Lage) | PM88000690    | Classé       | 1955  |      |
| Skulpturengruppe Unterweisung Mariens | Stein, 16. Jahrhundert                                              | in der Kirche St-Maurice (Lage) | PM88000692    | Classé       | 1961  |      |